# وليد شرفة
وليد شرفة (بالفرنسية: Walid Cherfa)‏ لاعب جزائري ينشط كظهير أيسر دفاعي ويلعب حاليا لنادي خيمناستيكا طراغونا الأسباني -الدرجة التانية- .
وينحدر وليد شرفة من مدينة قالمة وبلدية الفجوج لعب لنادي نصر الفجوج ثم انتقل إلى مدينة ليون الفرنسية ومن ثم إلى إسبانيا بمبلغ يفوق 3ملايين اورو.
ولد سنة 1986 في تولوز.

## روابط خارجية
- وليد شرفة على موقع قاعدة بيانات كرة القدم.إي يو (الإنجليزية)
- وليد شرفة على موقع Soccerway.com (الإنجليزية)
- وليد شرفة على موقع كووورة